# Gregor-Mendel-Gymnasium Amberg

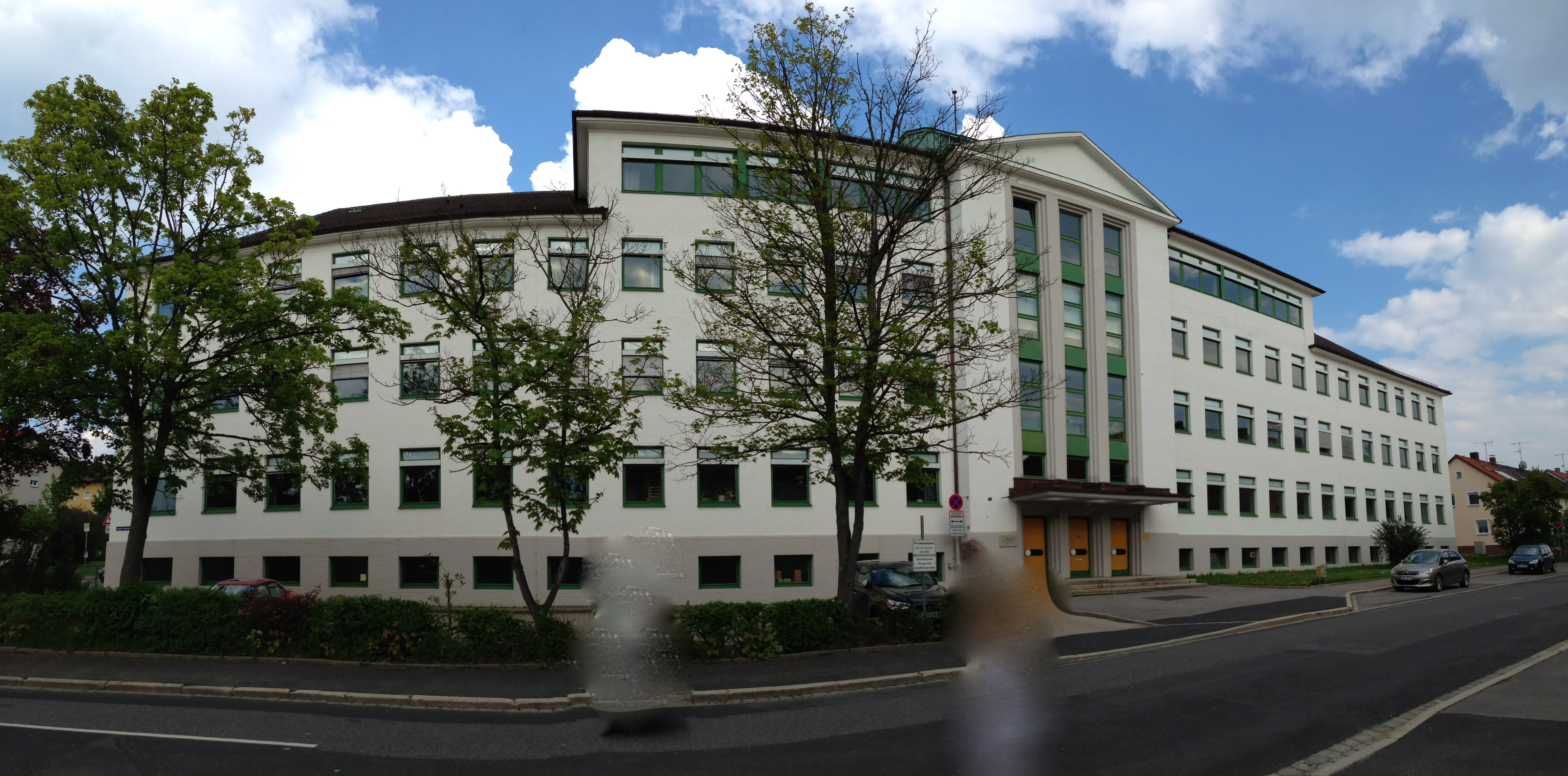
Altbau von der Moritzstraße aus gesehen

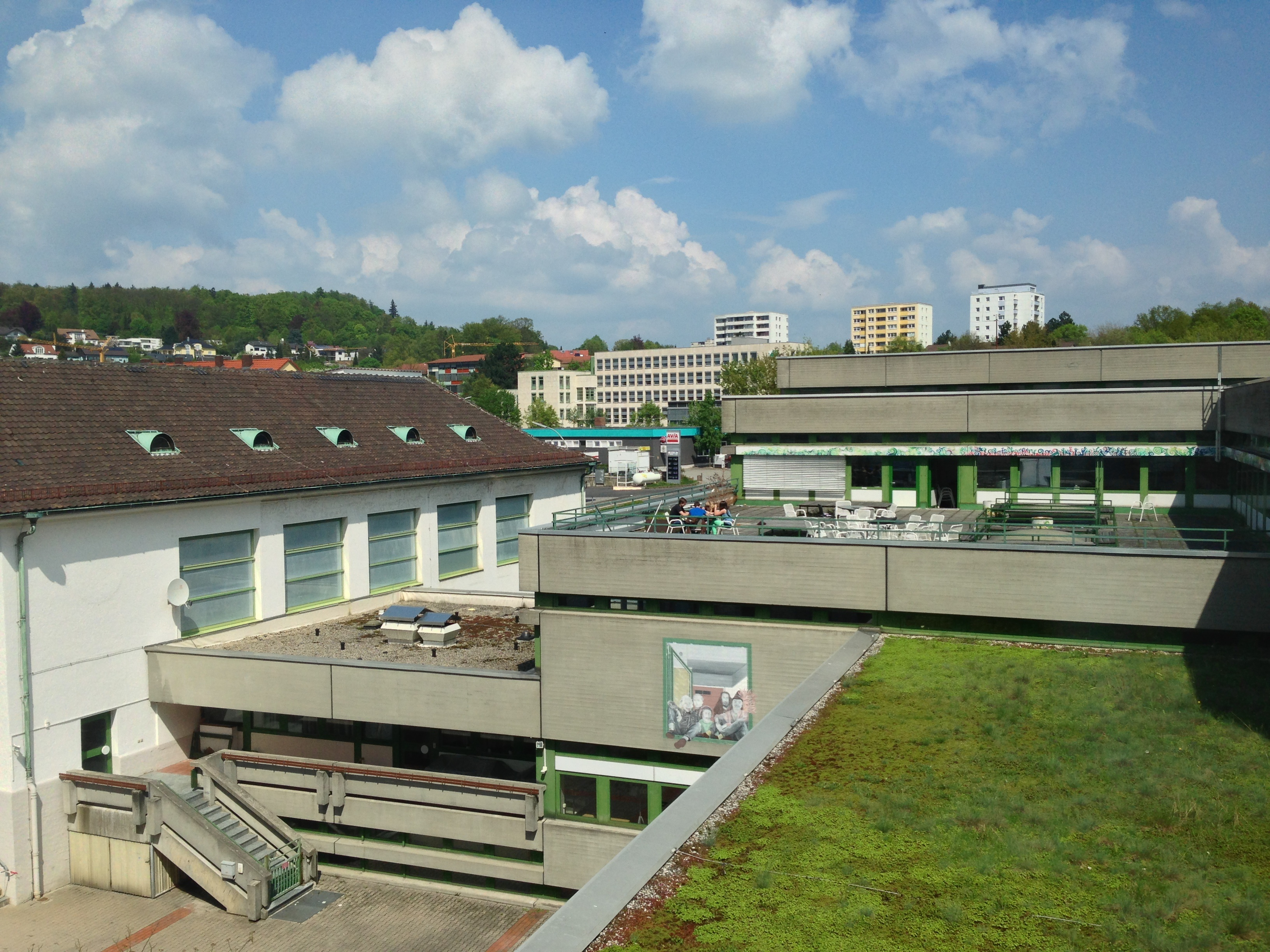
Teil des Neubaus mit Dachterrasse der Oberstufe und dahinter liegenden Räumen der Oberstufe. Links ein Teil der alten Turnhalle.

Das Gregor-Mendel-Gymnasium (GMG) in Amberg ist ein staatliches, öffentliches Gymnasium des Freistaats Bayern mit den Ausbildungsrichtungen Naturwissenschaftlich, Technologisch; Neusprachlich sowie Wirtschaftlich, Sozial. Sachaufwandsträger ist die Stadt Amberg. Namenspatron der Schule ist der Naturforscher und Vater der Vererbungslehre Johann Gregor Mendel. 2023/24 unterrichteten 51 hauptamtliche Lehrkräfte die 678 Schüler (ca. 35 % aus der Stadt Amberg, 65 % aus dem Landkreis Amberg-Sulzbach).
Das Logo symbolisiert die drei Menschensäulen, von denen die Schule getragen wird: die Schüler, die Lehrkräfte und das Personal, die Eltern und alle Partner und Freunde.

## Geschichte
Die Schule wurde 1833 als Königliche Landwirtschafts- und Gewerbeschule gegründet. Unter dem Namen Gewerbeschule folgte 1864 die Angliederung einer Handelsabteilung. Durch die Umwandlung in eine sechsklassige Anstalt wurde daraus 1877 die Realschule.
Im Jahr 1925 war die Schule zu einer der größten Anstalten Bayerns herangewachsen. Deshalb konnten Eltern, Bürger und Stadt den Ausbau zu einer Oberrealschule (der zweiten in der Oberpfalz) als Vorläufer des Naturwissenschaftlich-technologischen Gymnasiums beim Staatsministerium durchsetzen. Wegen der weiter steigenden Schülerzahlen wurde 1930 der heutige Altbau in der Moritzstraße errichtet.
Mit dem Beginn des Zweiten Weltkrieges 1939 sank die Schülerzahl in den Oberklassen beständig durch Einberufungen zur Wehrmacht. Die Schule diente als eine Mädchenschule. Auch die Reihen der Lehrer lichteten sich. 1944 wurde die Schule aus ihrem Haus vertrieben und das Gebäude diente zuerst als Lazarett, dann, ab Frühsommer 1945, als Lungensanatorium.
Am 1. Februar 1946 konnte der Unterrichtsbetrieb wieder aufgenommen werden. 1947 verließ der erste Nachkriegsjahrgang die Schule: 102 Abiturienten unterschiedlichsten Alters hatten die Schulbänke gedrückt.
1965 wurden auf Veranlassung des Kultusministeriums alle höheren Schulen in Bayern als Gymnasien bezeichnet, aus der Oberrealschule wurde das Gregor-Mendel-Gymnasium. Im Schuljahr 1974/1975 war ein Höchststand der Schülerzahl von 1297 erreicht. Im gleichen Jahr konnte die Fertigstellung von Erweiterungsbau und Dreifachturnhalle gefeiert werden. Außerdem wurde im Rahmen eines Schulversuchs die Kollegstufe vorzeitig eingeführt.
In den folgenden Jahren wurde ein Studienseminar angegliedert, in dem Studienreferendare in naturwissenschaftlichen Fächern und modernen Fremdsprachen ausgebildet wurden. Doch in den neunziger Jahren zog es die jungen auszubildenden Lehrkräfte mehr und mehr in größere Städte wie Regensburg und Nürnberg und das Studienseminar wurde nach und nach aufgelöst.
Heute legen jährlich etwa 100 Schüler das Abitur ab. Die Jahrgänge des um ein Schuljahr verkürzten achtjährigen Gymnasiums (G8, seit 2004/2005) umfassen inzwischen 100 % aller Schüler.
Ende 2007 wurde am GMG im Rahmen eines Siemens-Projekttages die in Deutschland erste Digitale Schülerbücherei eingerichtet. Auch wurde das GMG um ein Café an der Aula, eine neue Bühne an der Schulmensa, ein so genanntes E-Litfaß-System und elf andere Projekte erweitert. Im Rahmen der Vorbereitungen zum 175-jährigen Jubiläum hat die Schule ein eigenes Wiki mit der MediaWiki-Engine eingerichtet. Seit dem Schuljahr 2009/10 ist eine Offene Ganztagsschule eingerichtet. Die Betreuung (Mo.–Fr., jeweils 13–16 Uhr) ist kostenlos.

## Struktur
Die Schule umfasst folgende drei Ausbildungsrichtungen:
- Naturwissenschaftlich-technologisches Gymnasium – NTG
- Sprachliches Gymnasium – SG
- Wirtschafts- und Sozialwissenschaftliches Gymnasium – WSG-W

Folgende Fremdsprachen (FS) werden unterrichtet: Englisch (1. FS), Latein (2. FS), Französisch (2. oder 3. FS), Spanisch (3. oder neu einsetzende spät beginnende FS). Chinesisch wird als Wahlunterricht angeboten.

## Internationale Partnerschaften
Partnerschaften mit Gruppen- oder Einzelschüleraustausch gibt es mit Schulen in Eschau, Lapalisse, Le Donjon und Jaligny (alle Frankreich), Trikala (Griechenland), Budapest (Ungarn), Montevideo (Uruguay), Santa Cruz, Camden (Maine) (USA), Barbate (Spanien) und Wuxi (China).
Darüber hinaus arbeitet die Schule im Rahmen des von der Europäischen Gemeinschaft geförderten COMENIUS-Programms seit 2002 mit Schulen aus Nancy (Frankreich), La Mothe-Saint-Héray (Frankreich), La Roche-sur-Yon (Frankreich), Cosenza (Italien), Palermo (Italien), Viterbo (Italien), Malta, Pyhäjärvi (Finnland), Brăila (Rumänien), Dragalina (Rumänien), Bratislava (Slowakei), Lissabon (Portugal), As Pontes-A Coruña (Spanien), Huesca (Spanien) sowie einer Schule aus Birkenwerder (Brandenburg, Deutschland) zusammen.

## Auszeichnungen und Preise
- 2006–2010: jeweils zwei, seit 2009 drei Sterne als Umweltschule in Europa – Internationale Agenda 21 Schule mit Berechtigung zum Führen des entsprechenden Siegels
- 2004–2008: Jährlich bayerischer Landessieger bei der Aktion Meike, der Sammeldrache
- 2007: Auszeichnung als eines der 25 besten bayerischen Gymnasien bei den Jahrgangsstufentests (Deutsch, Englisch, Mathematik) der Jahre 2004–2007

## Assoziierte Gremien und Organisationen
- Elternbeirat (EB)
- Schülermitverantwortung (SMV)
- Vereinigung der ehemaligen Schülerinnen und Schüler (EheV)
- Gemeinnütziger Förderverein Nachmittagsbetreuung am GMG e. V. (FöN), Träger der Offenen Ganztagsschule (OGTS)

## Aktuelles
- Die Schule fasst traditionell die musizierenden Schüler in einem großen Ensemble zusammen.

## Bekannte ehemalige Schüler
- Eugen Oker alias Fritz Gebhardt (1919–2006), Schriftsteller und Spielekritiker
- H. E. Erwin Walther (1920–1995), Komponist, von 1967 bis 1985 Musikpädagoge am GMG
- Michael Mathias Prechtl (1926–2003), Maler, Illustrator und Karikaturist
- Johann Baptist Metz (1928–2019), katholischer Fundamentaltheologe, Begründer der „neuen“ Politischen Theologie
- Hans Hammer (1931–2020), katholischer Geistlicher
- Eckhard Henscheid (* 1941), Schriftsteller
- Gerhard Hirzinger (* 1945), einer der Väter der Weltraumrobotik, Leibniz-Preisträger 1995
- Berndt Trepesch (* 1952), Künstler und Gymnasiallehrer für Kunst